# Heiden (Familienname)
Heiden ist ein deutscher Familienname.

## Herkunft und Bedeutung
Heiden ist als Variante des Namens Heide in der Hauptbedeutung ein Wohnstättenname. Dabei geht er auf das mittelhochdeutsche Wort heide für ebenes, unbebautes Land zurück; er bezeichnete also Personen die in oder an einer Heide wohnten.

## Varianten
- Heide, Haiden, Hayden

## Namensträger
- Anita Heiden-Berndt (1929–2005), deutsche Schriftstellerin
- Anne von der Heiden (* 1968), deutsche Medien- und Kunstwissenschaftlerin
- Bernhard von Heiden, Domherr in Münster
- Bernhard Heiden (1910–2000), deutsch-amerikanischer Komponist und Hochschullehrer für Musik
- Beth Heiden (* 1959), US-amerikanische Eisschnellläuferin
- Bo Heiden (* 1967), US-amerikanisch-schwedischer Basketballspieler
- Eduard Heiden (1835–1888), deutscher Agrikulturchemiker
- Ellis Heiden (1912–2005), deutsche Schauspielerin und Regisseurin
- Erhard Heiden (1901–1933), deutscher Politiker (NSDAP) und SS-Mitglied
- Eric Heiden (* 1958), US-amerikanischer Eisschnellläufer
- Fjodor Loginowitsch Heiden (1821–1900), russischer Generalgouverneur von Finnland

- Friedrich von Heiden (Regierungsrat) (1595–1681), cleve-märkischer Regierungsrat
- Friedrich von Heyden (General) (1633–1715)
- Friedrich August Heiden (1887–1954), deutscher Politiker (SPD, KPD, SED)
- Georg von Heiden, Domherr in Münster
- Günter Heiden (1943–1991), deutscher Fußballspieler
- Heino Heiden (1923–2013), deutsch-kanadischer Tänzer und Choreograf
- Joachim Heiden (* 1955), deutscher Klassischer Archäologe
- Johannes Christoph Hermann von der Heiden (1893–1974), deutscher Politiker (CDU), MdL Rheinland-Pfalz, siehe Hans Rinsch
- Josef Heiden (1907–1949), österreichischer Funktionshäftling
- Konrad Heiden (Pseudonym Klaus Bredow; 1901–1966), deutscher Journalist und Schriftsteller
- Leonhard Heiden (1919–1999), deutscher Politiker (SPD)
- Login Petrowitsch Heiden (1773–1850), russischer Admiral
- Marga Heiden (1921–2013), deutsche Schauspielerin
- Menso von Heiden († nach 1612), Domherr in Münster
- Siem Heiden (1905–1993), niederländischer Eisschnellläufer
- Stefanie Heiden (* 1966), deutsche Mikrobiologin und Biochemikerin
- Uwe an der Heiden (* 1942), deutscher Mathematiker und Philosoph